# دریاآباد
دریاآباد (به انگلیسی: Dariyabad) یک منطقهٔ مسکونی در هند است که در بهار (استان هند) واقع شده‌است.

## خصوصیات
دریاآباد  ۱۵٬۶۶۱ نفر جمعیت دارد.